# Finland op de Olympische Winterspelen 2014
Finland is een van de landen die deelneemt aan de Olympische Winterspelen 2014 in Sotsji, Rusland.

## Medailleoverzicht
| Sport          | Olympiër                                                             | Onderdeel      | Medaille |
| -------------- | -------------------------------------------------------------------- | -------------- | -------- |
| Langlaufen     | Iivo Niskanen Sami Jauhojärvi                                        | Teamsprint (m) | Goud     |
| Freestyleskiën | Enni Rukajarvi                                                       | Slopestyle (v) | Zilver   |
| Langlaufen     | Aino-Kaisa Saarinen Kerttu Niskanen                                  | Teamsprint (v) | Zilver   |
| Langlaufen     | Anne Kyllönen Krista Lähteenmäki Kerttu Niskanen Aino-Kaisa Saarinen | Estafette (v)  | Zilver   |
| IJshockey      | Mannenteam                                                           | Mannen         | Brons    |

## Deelnemers en resultaten
(m) = mannen, (v) = vrouwen 

### Alpineskiën
| Olympiër          | Onderdeel        | Resultaat | Prestatie                                                           |
| ----------------- | ---------------- | --------- | ------------------------------------------------------------------- |
| Santeri Paloniemi | Slalom (m)       | DNF-2     | 1e run: 49,57 (31e) 2e run: niet gefinisht                          |
| Marcus Sandell    | Reuzenslalom (m) | DNF-1     | 1e run: niet gefinisht                                              |
| Samu Torsti       | Reuzenslalom (m) | 21e       | 1e run: 1.23,59 (25e) 2e run: 1.24,38 (17e) totaal: 2.47,97 (+2,68) |
|                   |                  |           |                                                                     |
| Tanja Poutiainen  | Reuzenslalom (v) | 14        | 2.39,88 (+3,01)                                                     |
| Tanja Poutiainen  | Slalom (v)       | 12        | 1.48,01 (+3,47)                                                     |

### Biatlon
| Olympiër         | Onderdeel         | Resultaat | Prestatie         |
| ---------------- | ----------------- | --------- | ----------------- |
| Jarkko Kauppinen | Individueel (m)   | dnf       |                   |
| Jarkko Kauppinen | Sprint (m)        | 78        | 27,57.8(+3,24.3)  |
| Ahti Toivanen    | Individueel (m)   | 56        | 55,55.4 (+6,23.7) |
| Ahti Toivanen    | Sprint (m)        | 62        | 26,58.6 (+2,25.1) |
|                  |                   |           |                   |
| Mari Laukkanen   | Individueel (v)   |           |                   |
| Mari Laukkanen   | Sprint (v)        |           |                   |
| Mari Laukkanen   | Achtervolging (v) |           |                   |
| Mari Laukkanen   | Massastart (v)    |           |                   |
| Kaisa Mäkäräinen | Individueel (v)   |           |                   |
| Kaisa Mäkäräinen | Sprint (v)        |           |                   |
| Kaisa Mäkäräinen | Achtervolging (v) |           |                   |
| Kaisa Mäkäräinen | Massastart (v)    |           |                   |

### Freestyleskiën
| Olympiër               | Onderdeel      | Resultaat | Prestatie |
| ---------------------- | -------------- | --------- | --------- |
| Antti-Jussi Kemppainen | Halfpipe (m)   |           |           |
| Arttu Kiramo           | Moguls (m)     |           |           |
| Ville Miettunen        | Moguls (m)     |           |           |
| Jussi Penttala         | Moguls (m)     |           |           |
| Jimi Salonen           |                |           |           |
| Jouni Pellinen         | Skicross (m)   |           |           |
| Lauri Kivari           | Slopestyle (m) |           |           |
| Antti Ollila           | Slopestyle (m) |           |           |
| Aleksi Patja           | Slopestyle (m) |           |           |
| Otso Räisänen          | Slopestyle (m) |           |           |

### Langlaufen
Mannen
| Olympiër                                                    | Onderdeel         | Resultaat | Prestatie |
| ----------------------------------------------------------- | ----------------- | --------- | --------- |
| Matti Heikkinen                                             | 15 km klassiek    |           |           |
| Matti Heikkinen                                             | 30 km skiatlon    |           |           |
| Sami Jauhojärvi                                             | 15 km klassiek    |           |           |
| Sami Jauhojärvi                                             | 30 km skiatlon    |           |           |
| Martti Jylhä                                                | Sprint            |           |           |
| Juho Mikkonen                                               | Sprint            |           |           |
| Anssi Pentsinen                                             | Sprint            |           |           |
| Lari Lehtonen                                               | 30 km skiatlon    |           |           |
| Lari Lehtonen                                               | 50 km vrije stijl |           |           |
| Iivo Niskanen                                               | 15 km klassiek    |           |           |
| Iivo Niskanen                                               | 30 km skiatlon    |           |           |
| Ville Nousiainen                                            | Sprint            |           |           |
| Ville Nousiainen                                            | 15 km klassiek    |           |           |
| Martti Jylhä Anssi Pentsinen                                | Teamsprint        |           |           |
| Matti Heikkinen Sami Jauhojärvi Lari Lehtonen Iivo Niskanen | Estafette         |           |           |

Vrouwen
| Olympiër                                                             | Onderdeel         | Resultaat | Prestatie |
| -------------------------------------------------------------------- | ----------------- | --------- | --------- |
| Anne Kyllönen                                                        | Sprint            |           |           |
| Anne Kyllönen                                                        | 10 km klassiek    |           |           |
| Anne Kyllönen                                                        | 15 km skiatlon    |           |           |
| Anne Kyllönen                                                        | 30 km vrije stijl |           |           |
| Krista Lähteenmäki                                                   | 10 km klassiek    |           |           |
| Krista Lähteenmäki                                                   | 15 km skiatlon    |           |           |
| Krista Lähteenmäki                                                   | 30 km vrije stijl |           |           |
| Mari Laukkanen                                                       | Sprint            |           |           |
| Mona-Liisa Malvalehto                                                | Sprint            |           |           |
| Riikka Sarasoja-Lilja                                                | Sprint            |           |           |
| Kerttu Niskanen                                                      | 10 km klassiek    |           |           |
| Kerttu Niskanen                                                      | 15 km skiatlon    |           |           |
| Riitta-Liisa Roponen                                                 | 30 km vrije stijl |           |           |
| Aino-Kaisa Saarinen                                                  | 10 km klassiek    |           |           |
| Aino-Kaisa Saarinen                                                  | 15 km skiatlon    |           |           |
| Anne Kyllönen Mona-Liisa Malvalehto                                  | Teamsprint        |           |           |
| Anne Kyllönen Krista Lähteenmäki Kerttu Niskanen Aino-Kaisa Saarinen | Estafette         |           |           |

### Noordse combinatie
| Olympiër                                                     | Onderdeel                | Resultaat | Prestatie                                                               |
| ------------------------------------------------------------ | ------------------------ | --------- | ----------------------------------------------------------------------- |
| Ilkka Herola                                                 | Gundersen normale schans | 16e       | schansspringen: 94,0 m - 111,9 p (29e; +1.18) langlaufen: 23.41,9 (9e)  |
| Ilkka Herola                                                 | Gundersen grote schans   | 14e       | schansspringen: 126,5 m - 106,8 p (16e; +1.29) langlaufen: 22.42,2 (9e) |
| Mikke Leinonen                                               | Gundersen normale schans | 40e       | schansspringen: 92,0 m - 106,7 p (37e; +1.39) langlaufen: 25.30,3 (37e) |
| Mikke Leinonen                                               | Gundersen grote schans   | 42e       | schansspringen: 118,5 m - 89,9 p (42e; +2.36) langlaufen: 24.43,4 (41e) |
| Janne Ryynänen                                               | Gundersen normale schans | 36e       | schansspringen: 93,5 m - 108,2 p (31e; +1.33) langlaufen: 25.01,0 (33e) |
| Janne Ryynänen                                               | Gundersen grote schans   | 40e       | schansspringen: 117,0 m - 91,7 p (40e; +2.29) langlaufen: 24.16,9 (37e) |
| Eetu Vähäsöyrinki                                            | Gundersen normale schans | 38e       | schansspringen: 94,5 m - 112,4 p (26e; +1.16) langlaufen: 25.32,7 (38e) |
| Eetu Vähäsöyrinki                                            | Gundersen grote schans   | 38e       | schansspringen: 124,5 m - 99,3 p (27e; +1.59) langlaufen: 24.25,2 (39e) |
| Ilkka Herola Mikke Leinonen Janne Ryynänen Eetu Vähäsöyrinki | Landenwedstrijd          |           |                                                                         |

### Schaatsen
| Olympiër      | Onderdeel  | Resultaat | Prestatie       |
| ------------- | ---------- | --------- | --------------- |
| Pekka Koskela | 500 m (m)  |           |                 |
| Pekka Koskela | 1000 m (m) |           |                 |
| Mika Poutala  | 500 m (m)  |           |                 |
| Mika Poutala  | 1000 m (m) |           |                 |
| Tommi Pulli   | 500 m (m)  |           |                 |
| Tommi Pulli   | 1000 m (m) | 37e       | 1.12,16 (+3,77) |

### Schansspringen
| Olympiër                                                | Onderdeel          | Resultaat | Prestatie                                                                   |
| ------------------------------------------------------- | ------------------ | --------- | --------------------------------------------------------------------------- |
| Janne Ahonen                                            | Normale schans (m) | 29e       | kwalificatie: 27e; 107,8 ptn (89,0 m) finale: 229,2 ptn (97,0 m en 92,5 m)  |
| Janne Ahonen                                            | Grote schans (m)   |           |                                                                             |
| Janne Happonen                                          | Grote schans (m)   |           |                                                                             |
| Anssi Koivuranta                                        | Normale schans (m) | 12e       | kwalificatie: 37e; 104,5 ptn (89,5 m) finale: 252,8 ptn (99,5 m en 101,5 m) |
| Anssi Koivuranta                                        | Grote schans (m)   |           |                                                                             |
| Jarkko Määttä                                           | Normale schans (m) | 33e       | kwalificatie: 36e; 104,6 ptn (91,5 m) finale: 116,9 ptn (96,5 m)            |
| Jarkko Määttä                                           | Grote schans (m)   |           |                                                                             |
| Olli Muotka                                             | Normale schans (m) | 39e       | kwalificatie: 30e; 107,0 ptn (91,0 m) finale: 113,0 ptn (92,5 m)            |
| Olli Muotka                                             | Grote schans (m)   |           |                                                                             |
| Janne Ahonen Anssi Koivuranta Jarkko Määttä Olli Muotka | Team               |           |                                                                             |
|                                                         |                    |           |                                                                             |
| Julia Kykkänen                                          | Normale schans (v) |           |                                                                             |

### Snowboarden
Mannen
| Olympiër           | Onderdeel      | Resultaat | Prestatie |
| ------------------ | -------------- | --------- | --------- |
| Janne Korpi        | Halfpipe       |           |           |
| Janne Korpi        | Slopestyle     |           |           |
| Peetu Piiroinen    | Halfpipe       |           |           |
| Peetu Piiroinen    | Slopestyle     |           |           |
| Ilkka-Eemeli Laari | Halfpipe       |           |           |
| Markus Malin       | Halfpipe       |           |           |
| Anton Lindfors     | Snowboardcross |           |           |
| Jussi Taka         | Snowboardcross |           |           |
| Ville Paumola      | Slopestyle     |           |           |
| Roope Tonteri      | Slopestyle     |           |           |

Vrouwen
| Olympiër       | Onderdeel  | Resultaat | Prestatie |
| -------------- | ---------- | --------- | --------- |
| Ella Suitiala  | Halfpipe   |           |           |
| Merika Enne    | Slopestyle |           |           |
| Enni Rukajärvi | Slopestyle |           |           |

### IJshockey
| Olympiër | Onderdeel | Resultaat | Prestatie |
| --- | --------- | --------- | --- |
| Antti Niemi Kari Lehtonen Tuuka Rask Olli Maata Ossi Väänänen Lasse Kukkonen Sami Salo Sami Lepisto Juuso Hietanen Kimmo Timonen Sami Vatanen Teemu Selanne Olli Jokinen Tuomo Ruutu Aleksander Barkov Jori Lehtera Sakari Salminen Jarkko Immonen Petri Kontiola Lauri Korpikoski Jussi Jokinen Antti Pihlstrom Juhamatti Aaltonen Mikael Granlund Leo Komarov | Mannen    | Brons     | Groep B: 8- 4 Oostenrijk 6- 1 Noorwegen 1- 2 Canada Kwartfinale: 3- 1 Rusland Halve finale: 1- 2 Zweden                                        |
| Eveliina Suonpaa Meeri Raisanen Noora Räty Emma Terho Rosa Lindstedt Anna Kilponen Jenni Hiirikoski Mira Jalosuo Saija Tarkki Tea Villila Venla Hovi Linda Valimaki Annina Rajahuhta Riikka Valila Minttu Tuominen Vilma Tanskanen Michelle Karvinen Nina Tikkinen Karolina Rantamaki Susanna Tapani Emma Nuutinen                                              | Vrouwen   | 5e        | Groep A: 1- 3 Verenigde Staten 0- 3 Canada 4- 3 Zwitserland Kwartfinale: 2- 4 Zweden Plaatsing 5-8: 2- 1 Duitsland Plaatsing 5-6: 4- 0 Rusland |